# Pierre André Grobon
Pierre André Grobon (Saint-Méen, 6 gennaio 1767 – Les Sables d'Olonne, 7 gennaio 1815) è stato un generale francese.

## Biografia

### I primi anni
Iniziò la carriera come soldato del reggimento di fanteria di Penthièvre dal 26 marzo 1784, poi passò nei granatieri il 5 giugno 1785, ed ottenne regolare congedo il 25 novembre 1790.
Fu nominato capitano della Guardia Nazionale del suo cantone il 24 dicembre, venne promosso maggiore il 1º gennaio 1791 ed entrò volontario nel 3º battaglione dell'Ille-et-Vilaine di cui, il 10 agosto 1792, fu eletto comandante appena dopo la partenza per le coste di Brest. Capo di battaglione dell'esercito delle coste di La Rochelle dal 23 settembre 1793, fu ferito da un colpo di pistola alla coscia destra nella battaglia del Bois de Chenet, in Vandea, mentre attaccava una colonna di 800 chouans che riuscì a sconfiggere, e dalla quale ricavò due pezzi di artiglieria da 4 e un cassone di munizioni. Alla testa dell'armata delle coste di Cherbourg, il 28 floreale riconquistò nei pressi di Mortagne un considerevole convoglio di munizioni e un distaccamento di 100 volontari provenienti dalla Côte-d'Or, che i Vandeani avevano sequestrato in mattinata.
Il 20 fruttidoro, trovandosi a Pont-Charron con quattro uomini, fece deporre le armi a venticinque ribelli, e il 4 messidoro dell'anno III sconfisse una colonna di 1200 realisti con i 300 uomini a sua disposizione. Ricavò cinquanta vagoni carichi di grano dal saccheggio del comune di Josselin che aveva sostenuto la causa realista. Il 18 germinale dell'anno IV, nella penisola di Quiberon, si precipitò in acqua col suo cavallo per catturare una barca piena di emigrée e li fece prigionieri,  ricevendo  un colpo di sciabola alla spalla sinistra.
Inserito col suo grado nell'organizzazione della 52ª mezza-brigata nell'esercito delle coste dell'Oceano, il 1° vendemmiaio venne integrato nell'esercito ed inviato in Italia nell'anno IX. Attraversato il Mincio il 5 nevoso, varcò il fiume alla testa di tre compagnie di granatieri del 52º reggimento di fanteria, prendendo con la forza gli avamposti di Valeggio e mantenne la sua posizione malgrado il pesante fuoco nemico, sequestrando anche due cannoni al nemico.
Il 1º gennaio 1794, a Nantes, sposò la figlia di Henri de Navière. Diventò padre del generale Pierre de Grobon (1796-1875) e poi nonno di Edmond Doré-Graslin.

### Il Primo Impero
Cavaliere della Legion d'Onore dal 25 pratile dell'anno XII, partecipò distinguendosi   alla campagna d'Italia del 1805 alla guida di un reggimento di granatieri di cui il maresciallo Massena gli aveva affidato il comando. Passato nel Regno di Napoli nel 1806, giunse poi in Toscana nel 1808, prese parte alla campagna d'Austria nel 1809 al comando di Eugène de Beauharnais e fu colpito da una pallottola nel basso ventre mentre attraversava il Piave l'8 maggio, venendo promosso al grado di maggiore del 30º reggimento di fanteria il 30 maggio. Creato barone dell'Impero con lettere patenti del 1º luglio, partecipò il 5 al primo giorno della battaglia di Wagram, dove un proiettile gli fracassò la gamba sinistra.
Il 27 dello stesso mese fu promosso colonnello del 53° di linea che comandò nello Stato Pontificio sino alla fine del 1811, guidandolo poi nella campagna di Russia. Tornato in Italia all'inizio del 1813, fu nominato ufficiale della Legion d'Onore il 12 febbraio e prese parte alla formazione del corpo d'osservazione dell'Adige. Ferito da un colpo di pistola alla mano destra nella battaglia di Chernolz il 15 settembre 1813, ottenne il grado di generale di brigata dal 1º gennaio 1814; tornò in Francia e venne messo in riserva.

### La morte in battaglia
Al ritorno di Napoleone durante i Cento Giorni, il generale Travot gli affidò il 26 maggio 1815 il comando delle guardie nazionali di Nantes. A capo di queste truppe, Grobon sconfisse i realisti a Saint-Gilles-sur-Vie il 3 giugno ma, ferito nell'azione, fu portato a Les Sables d'Olonne dove morì il 7 giugno 1815. La sua tomba si trova nel cimitero comunale della cittadina francese.